# Gustav Karl Wilhelm Weigelt
Gustav Karl Wilhelm Weigelt (* 21. August 1819 in Magdeburg; † 21. Juni 1876 in Berlin) war ein königlich preußischer Generalleutnant und zuletzt Kommandeur der 1. Fuß-Artilleriebrigade.

## Herkunft
Seine Eltern waren der Hauptmann a. D. aus dem 26. Infanterieregiment Ernst Wilhelm Weigelt (* 21. November 1789; † 24. März 1862) und dessen Ehefrau Karoline Weymar (* 1799).

## Leben
Er erhielt seine Schulbildung auf dem Domgymnasium und der höheren Realschule in Magdeburg. Von dort kam er am 1. September 1832 als Kadett nach Potsdam und am 9. August 1833 als Kadett nach Berlin. Von dort kam er am 18. August 1836 zur 3. Artilleriebrigade, wo er als Seconde-Lieutenant aggregiert wurde. Vom 1. Oktober 1837 bis zum 30. September 1838 war er in die Vereinigte Artillerie- und Ingenieurschule abkommandiert. Nach seiner Rückkehr wurde er am 21. Dezember 1838 als Artillerieoffizier mit Patent zum 7. November 1836 einrangiert. Vom 1. Mai 1842 bis zum 30. September 1847 wurde er dann als Feuerwerkerleutnant eingesetzt. Anschließend war er vom 31. März 1848 bis zum 1. Februar 1854 Regiments- bzw. Brigadeadjutant, in dieser Zeit wurde er am 6. Oktober 1849 zum Premier-Lieutenant ernannt. Am 20. Mai 1854 wurde er zum Hauptmann und Batteriechef ernannt und zum 1. Januar 1857 in das Festungs-Artillerieregiment versetzt. Von dort kam er am 1. Juli 1858 als Adjutant in die 2. Artillerieinspektion. Am 24. August 1861 wurde er zum Major befördert und kam als Adjutant in die Generalinspektion der Artillerie, dazu wurde er à la suite der ostpreußischen Artilleriebrigade Nr. 1 gestellt. Außerdem wurde er am 15. Juli 1862 zum Mitglied der Prüfungskommission für Premier-Lieutenante der Artillerie ernannt. Am 10. Mai 1865 kam er dann als Abteilungskommandeur in das Feld-Artillerieregiment Nr. 4.
Während des Deutschen Krieges kämpfte er bei Münchengrätz, Preßburg und Königgrätz. Am 8. Juni 1866 wurde er zum Oberstleutnant befördert und nach dem Krieg am 20. September 1866 mit dem Kronen-Orden 3. Klasse mit Schwertern ausgezeichnet.
Am 22. März 1867 übernahm er als Kommandeur das pommerische Festungs-Artillerieregiment Nr. 2. Dort wurde er am 22. März 1868 zum Oberst befördert. Am 2. Mai 1868 kam er als Chef in den Generalstab der Generalinspektion der Artillerie, außerdem wurde er Mitglied des General-Artilleriekomitees. Am 21. September 1871 wurde er Kommandeur der 3. Artilleriebrigade und dazu wurde er à la suite des Generalstabs gestellt. Dort wurde er am 22. März 1873 zum Generalmajor befördert und kommandierte ab dem 9. Juni 1874 die 1. Fuß-Artilleriebrigade. Er erhielt am 18. Januar 1876 den Roten Adlerorden 2. Klasse mit Eichenlaub. Am 13. April 1875 wurde er wegen Krankheit mit dem Charakter eines Generalleutnants mit Pension zur Disposition gestellt, er blieb aber weiter Mitglied des General-Artilleriekomitees.
Er starb wenig später am 21. Juni 1876 in Berlin und wurde am 24. Juni 1876 auf dem Friedhof in der Hasenheide beigesetzt.

## Werke
Er versuchte sich auch als Militärschriftsteller:
- Die Belagerung von Sebastopol 1854–1856. Mit besonderer Berücksichtigung der Thätigkeit der Artillerie bei derselben. Julius Springer, Berlin 1861, Digitalisat
- Handbuch für die Einjährig-Freiwilligen, Offizier-Aspiranten und die Offiziere des Beurlaubtenstandes der Fußartillerie (mehrere Auflagen)
- Die Schiess- und Bresch-Versuche zu Jülich im September 1860. Berlin 1861, Digitalisat

## Familie
Weigelt heiratete am 5. Juni 1841 in Magdeburg Rosalie Auguste Henriette Käsemacher (* 25. August 1820; † 18. Februar 1849), eine Tochter des Gold- und Silberarbeiters Karl Friedrich Käsemacher. Das Paar hatte drei Töchter, darunter:
- Ernestine Magdalena Rosa (1842–1896) ⚭ Rudolf Johann Friedrich Roerdansz (1828–1892), General der Artillerie